# İbi
İbi ist eine türkische Zeichentrickserie von Sinan Ölmez, die seit 2015 auf dem  türkischen Fernsehsender TRT Çocuk ausgestrahlt wird.

## Handlung
Jeder Mensch von Baldiyar durchstreift mindestens einmal in seinem Leben das Land Baldiyar, um sein eigenes Abenteuer zu entdecken.  Nachdem Ibi zehn geworden ist, unternimmt sie mit ihrem engsten Freund Tosi und Baldiyar eine Expedition. Die Abenteuerliebhaber Hoppa und Pumba sind auch dabei. İbi und ihre Freunde schaffen unterhaltsame Lösungen, indem sie ihre mathematischen und naturwissenschaftlichen Kenntnisse und ihre Fähigkeiten zur Problemlösung nutzen und gleichzeitig die Probleme lösen auf die sie stoßen.

## Synchronisation
| Rolle          | Originalsprecher  |
| -------------- | ----------------- |
| İbi            | Elifcan Küçük     |
| Tosi           | Alp Pazarlı       |
| Hoppa          | Hakan Bozbey      |
| Pumba          | Akif Yardımcı     |
| Lali           | Duygu Biçer       |
| Dodo           | Serdar Özalp      |
| Tidepo         | Nusret Çetinel    |
| Hükümdar Horat | Mustafa Ertarakçı |
| Hükümdar Borra | Murat İnal        |
| Gözcü Una      | Bernar Konu       |
| Tiktik         | Nurcihan Ersoy    |
| Taktak         | Duygu Biçer       |
| Vola           | Ekrem Tamer       |

## Produktion und Veröffentlichung
Die Serie wurde von Toon Boom Harmony produziert. im Fernsehen gezeigt wird. Regie führte Sinan Ölmez, der ebenfalls als Produzent tätig ist. Die Drehbücher schrieben Ayça Sığırcı, Sinan Ölmez und Özgün Karaca. Der Produzent war. Die Musik komponierte Burak Çağlar Özdemir. Seit 2015 wird die Serie auf TRT Çocuk ausgestrahlt.